# Condado de Hughes (Oklahoma)
El condado de Hughes (en inglés: Hughes County), fundado en 1907, es un condado del estado estadounidense de Oklahoma. En el año 2000 tenía una población de 14.154 habitantes con una densidad poblacional de 7 personas por km². La sede del condado es Holdenville.

## Geografía
Según la Oficina del Censo, el condado tiene un área total de 2110 km² (814,7 mi²), de la cual 2089 km² (806,6 mi²) es tierra y 20 km² (7,7 mi²) es agua.

## Demografía
En fecha censo de 2000, había 14.154 personas, 5.319 hogares, y 3.675 familias que residían en el condado.
En el 2000 la renta per cápita promedia del condado era de $ 22,621 y el ingreso promedio para una familia era de $29,153. El ingreso per cápita para el condado era de $12,687. En 2000 los hombres tenían un ingreso per cápita de $22,337 frente a $18,029 para las mujeres. Alrededor del 21.90% de la población estaba bajo el umbral de pobreza nacional.

## Condados adyacentes
- Condado de Okfuskee (norte)
- Condado de McIntosh(noreste)
- Condado de Pittsburg (este)
- Condado de Coal (sur)
- Condado de Pontotoc (suroeste)
- Condado de Seminole (oeste)

## Ciudades y pueblos
- Atwood
- Calvin
- Dustin
- Gerty
- Holdenville
- Horntown
- Lamar
- Spaulding
- Stuart
- Wetumka
- Yeager

## Principales carreteras
- U.S. Highway 75
- U.S. Highway 270
- Carretera Estatal 9
- Carretera Estatal 27
- Carretera Estatal 48